# Бухрайн (Люцерн)
Бухрайн (нім. Buchrain LU) — громада  в Швейцарії в кантоні Люцерн, виборчий округ Люцерн-Ланд. Фактично є північно-східним передмістям Люцерну. Із Люцерном є регулярне транспортне сполучення.

## Географія
Громада розташована на відстані близько 70 км на схід від Берна, 6 км на північний схід від Люцерна.
Бухрайн має площу 4,8 км², з яких на 32,8% дозволяється будівництво (житлове та будівництво доріг), 43,2% використовуються в сільськогосподарських цілях, 16,5% зайнято лісами, 7,5% не є продуктивними (річки, льодовики або гори).

## Демографія
2019 року в громаді мешкало 6361 особа (+9,2% порівняно з 2010 роком), іноземців було 20%. Густота населення становила 1325 осіб/км².
За віковим діапазоном населення розподілялося таким чином: 22,1% — особи молодші 20 років, 63% — особи у віці 20—64 років, 14,9% — особи у віці 65 років та старші. Було 2559 помешкань (у середньому 2,5 особи в помешканні).
Із загальної кількості 2361 працюючого 40 було зайнятих в первинному секторі, 1243 — в обробній промисловості, 1078 — в галузі послуг.

## Галерея

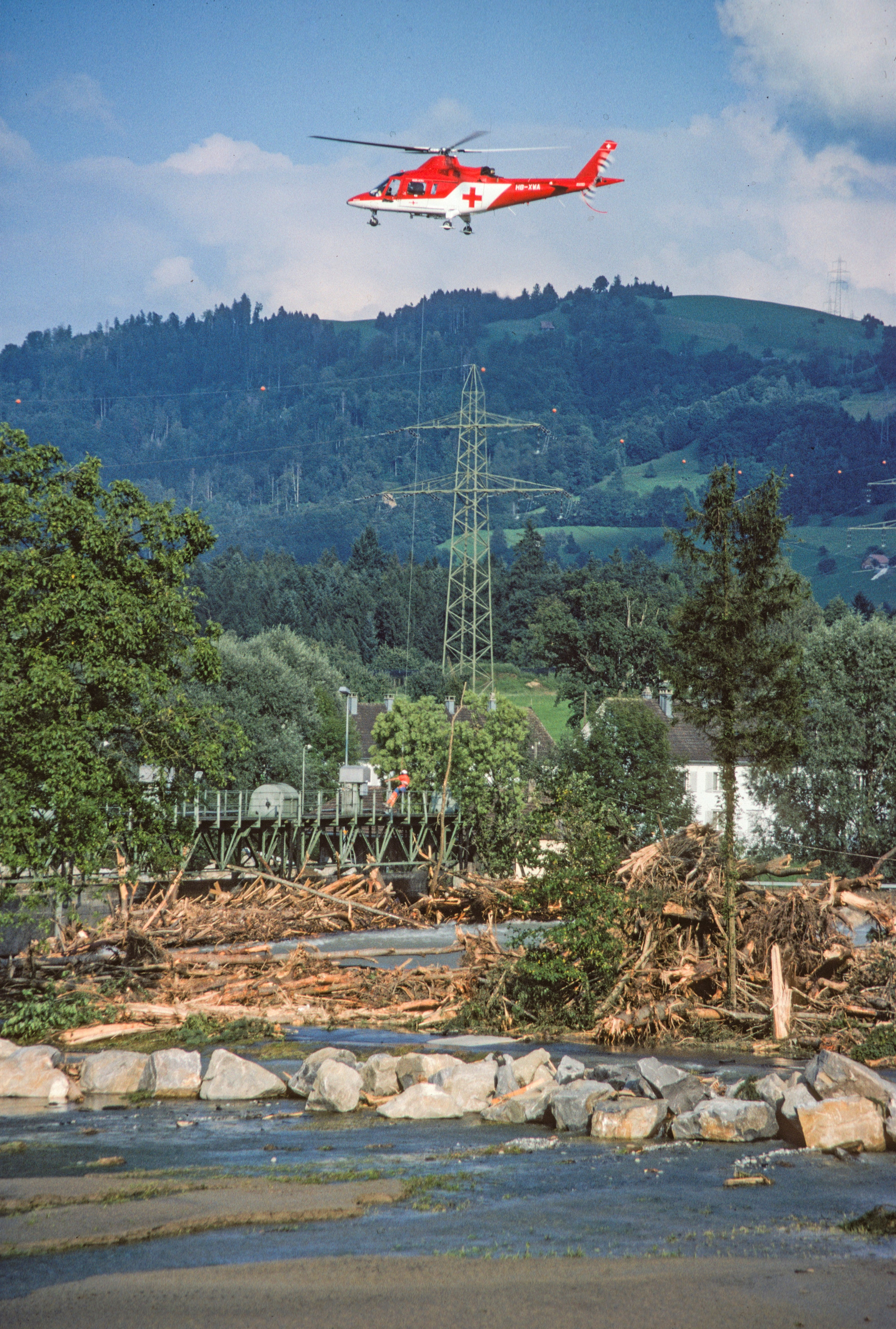
Електростанція у Бухрайні. Дерева, пошкоджені штормом на огорожі електростанції, їх видаляють вертольотом
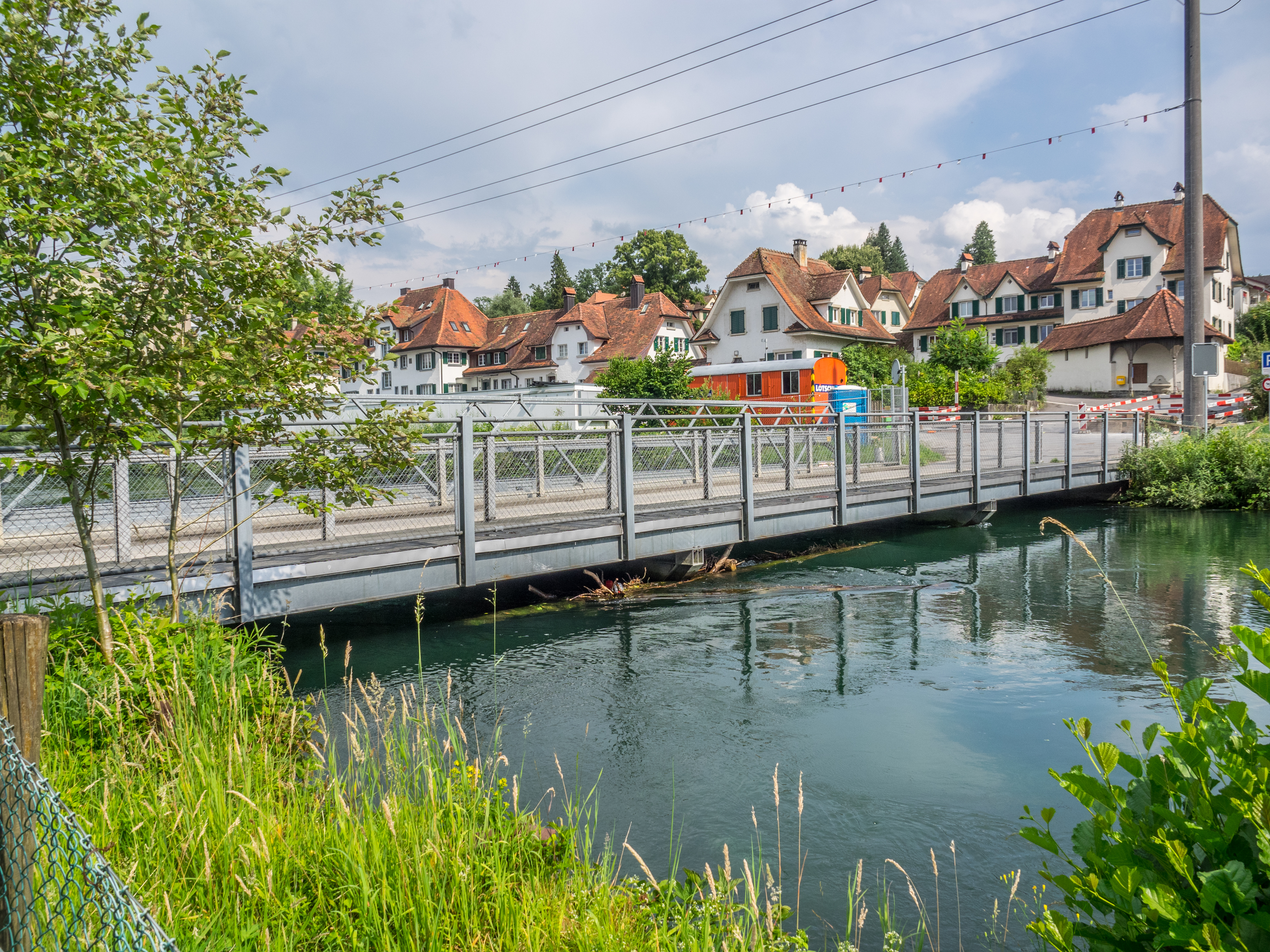